# Пайде
Па́йде (ест. Paide), Вайсенштайн (нім. Weißenstein — Білий камінь) — місто в Естонії, адміністративний центр мааконду Ярвамаа.

## Географія
Місто розташоване в центральній частині Естонії.

## Клімат
| Кліматограма Пайде ошсь | Кліматограма Пайде ошсь | Кліматограма Пайде ошсь | Кліматограма Пайде ошсь | Кліматограма Пайде ошсь | Кліматограма Пайде ошсь | Кліматограма Пайде ошсь | Кліматограма Пайде ошсь | Кліматограма Пайде ошсь | Кліматограма Пайде ошсь | Кліматограма Пайде ошсь | Кліматограма Пайде ошсь |
| --- | ----------------------- | ----------------------- | ----------------------- | ----------------------- | ----------------------- | ----------------------- | ----------------------- | ----------------------- | ----------------------- | ----------------------- | ----------------------- |
| С | Л                       | Б                       | К                       | Т                       | Ч                       | Л                       | С                       | В                       | Ж                       | Л                       | Г                       |
| 55 −3 −7 | 45 −3 −8                | 43 2 −5                 | 42 10 1                 | 52 16 6                 | 84 19 10                | 81 22 14                | 94 20 13                | 64 15 9                 | 66 8 4                  | 57 3 0                  | 56 0 −4                 |
| Середня макс. і мін. температури повітря (°C) Атмосферні опади (мм), за рік : 739 мм. Джерело: «Climate-Data.org»"MSN Weather" |                         |                         |                         |                         |                         |                         |                         |                         |                         |                         |                         |

## Історія
Згадується вперше в джерелах під 1265 роком. Міські права отримало 30 вересня 1291 року за привілеєм магістра Лівонського ордену Гальта. Відоме своїм замком, побудованим Лівонським орденом.
У 1745—1920 роках — центр Вайсенштайнського повіту Естлнядської губернії.
У 1950—1991 роках Пайде був центром Пайдеського району.

## Фортеця
Фортеця Пайде (ест. Paide, нім. Schloss Weissenstein). Коли давній Ярваський повіт в ХІІІ ст. в результаті хрестових походів перейшов у власність Ордена, там, за домовленістю, не можна було будувати жодної фортеці. В той же час Орден одержав у власність невеличкий повіт Алемпойсі, на котрий ця заборона не розповсюджувалася. На високому болотяному островці, ймовірно, на місці стародавнього городища, — Орден вирішив побудувати свою фортецю, яка згодом стала столицею Ярвамаа.

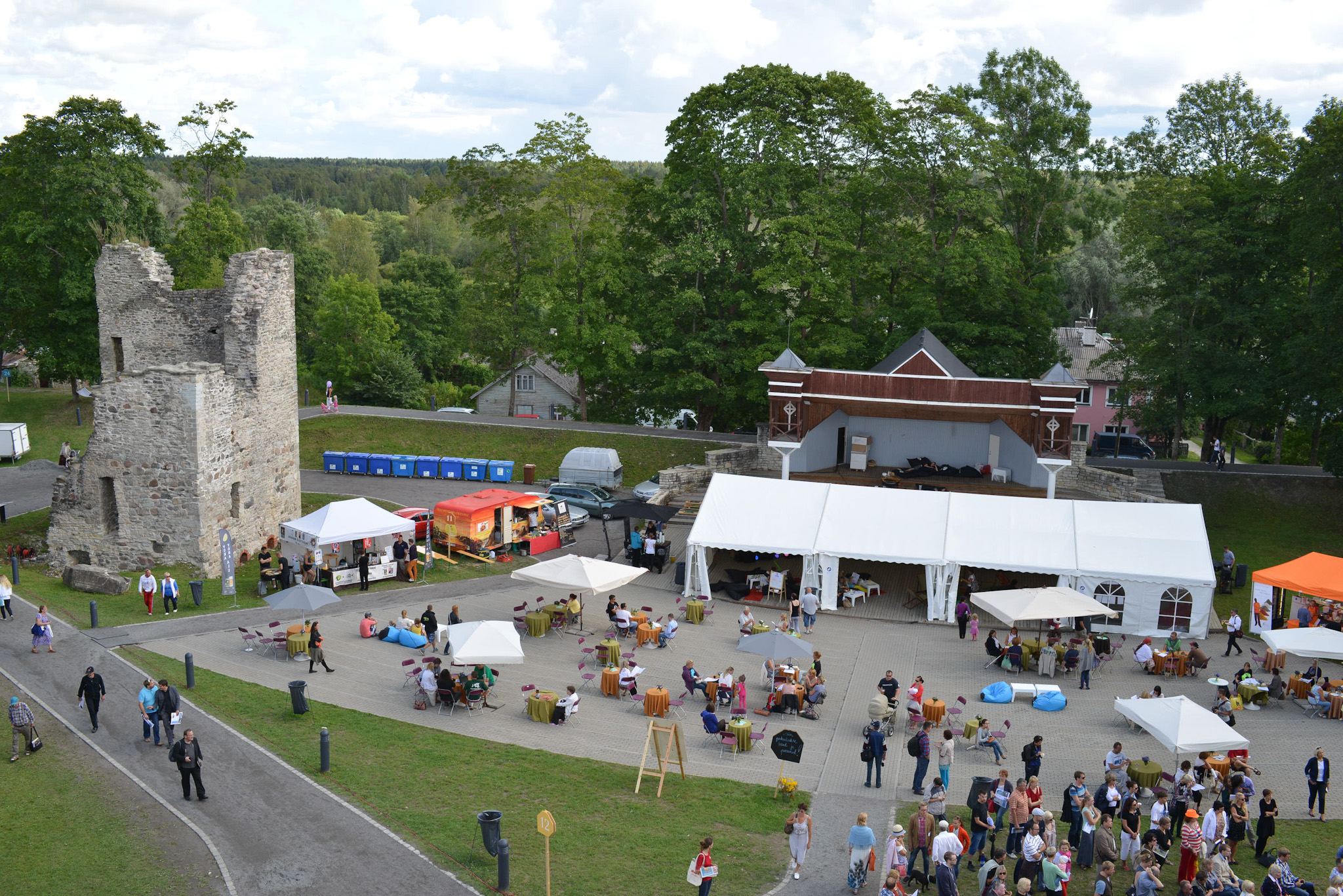

Найдавнішу частину орденської фортеці — восьмикутну головну башту висотою 30 м — було зведено в 1265-66 рр. Свою німецьку назву фортеця одержала від білого вапняка, що використовувався при будівництві. Подібного походження і естонська назва. «Пайде, паеківі» естонською мовою означає «вапняк».
На початку XIV ст. до башти було прибудовано будинок конвенту із закритим двориком. В наступні століття були побудовані зовнішня стіна та північно-східна Порохова башта. В XVI ст. були споруджені земляні укріплення — по кутах фортечної гори з'вилися бастіони, а краї були укріплені валами. Очевидно, тому гору почали називати Валлімяге — «валова гора», а башту — Валліторн, тобто «валова башта».
Під час Лівонської війни в Пайдеській фортеці відбулися жорстокі битви. В 1560, 1562, 1571-73 та 1581 рр. тут були битви між німецькими, московськими та шведськими військами. Наступна шведсько-польська війна також не обминула Пайде в 1602 та 1608 рр. У ході цих двох воєн фортеця дуже постраждала, від неї залишилися лише руїни.
У XVII—XIX ст. фортецю використовували як каменоломню. Найкраще збереглася башта, побудована в 60-х роках ХІІІ ст. Її було відреставровано в 1895—1897 рр., але в 1941 р. башту підірвали радянські війська. Башта, яка стала символом Пайде, була відбудована в 1990—1993 рр. і перетворена на музей; з неї відкривається чудова панорама. Впорядковані руїни стали улюбленим місцем прогулянок і проведення різних заходів.
Вежа та фортеця фігурують тепер на гербі повіту Ярвамаа та на міському гербі Пайде.

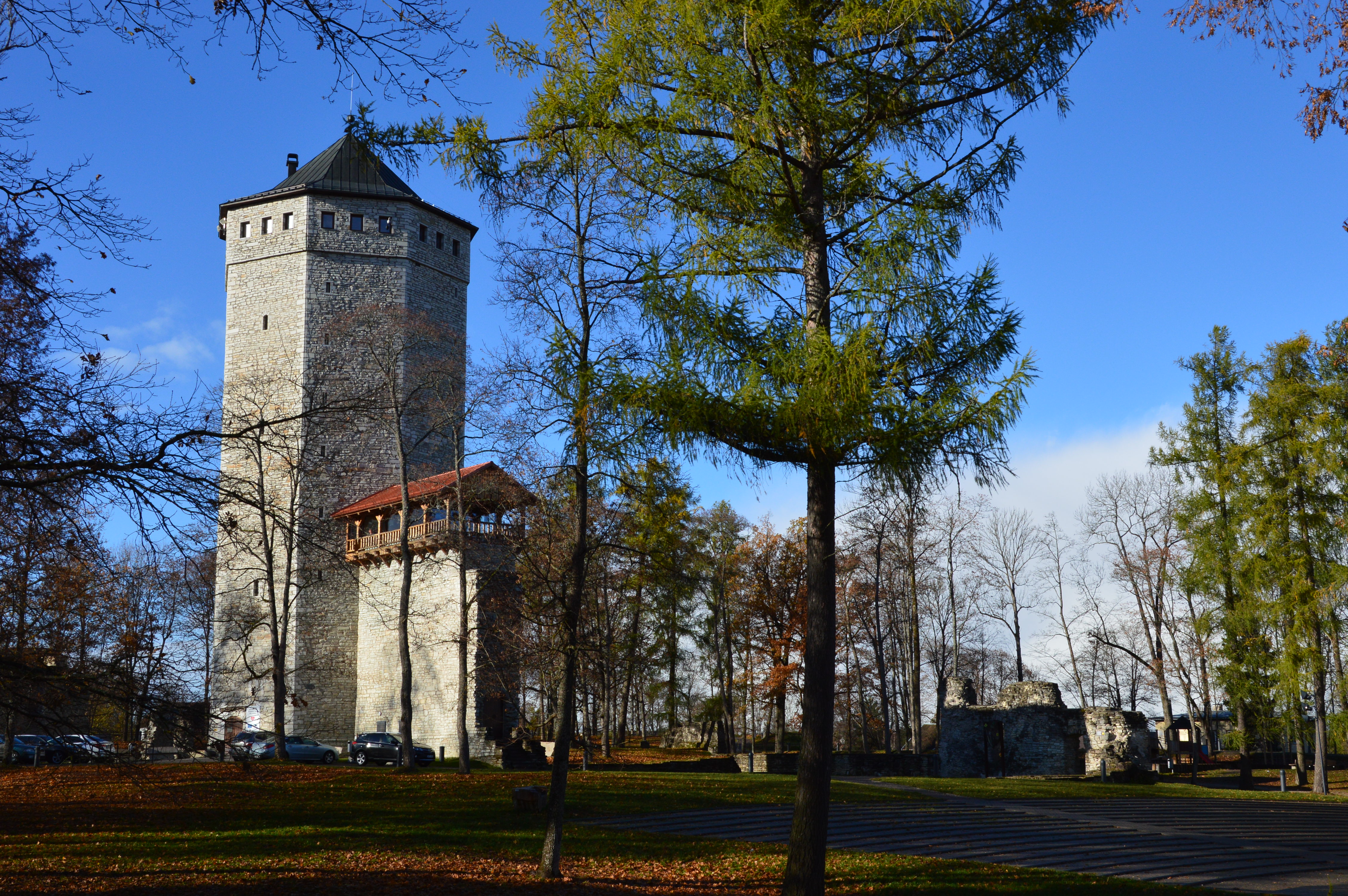
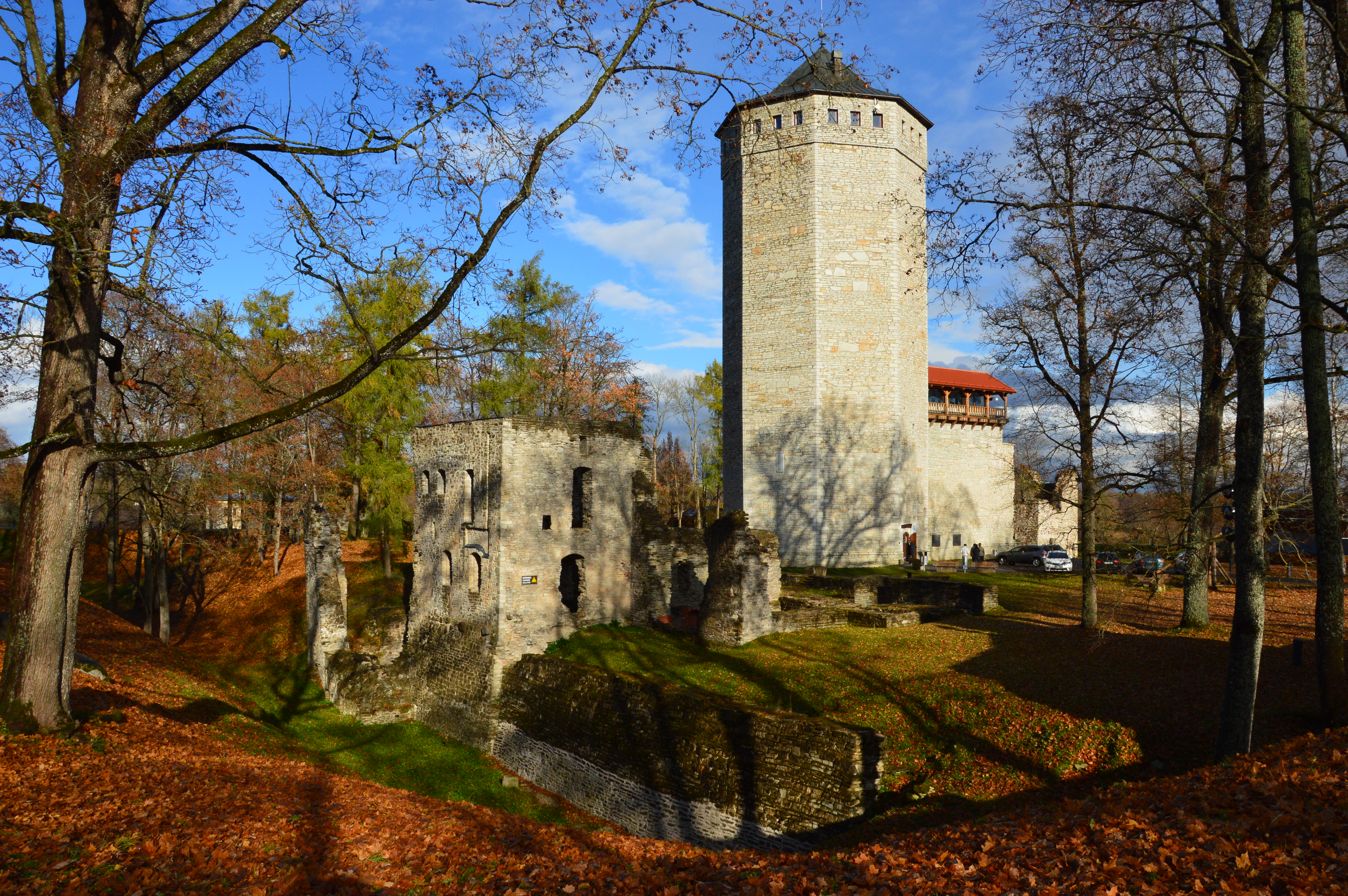
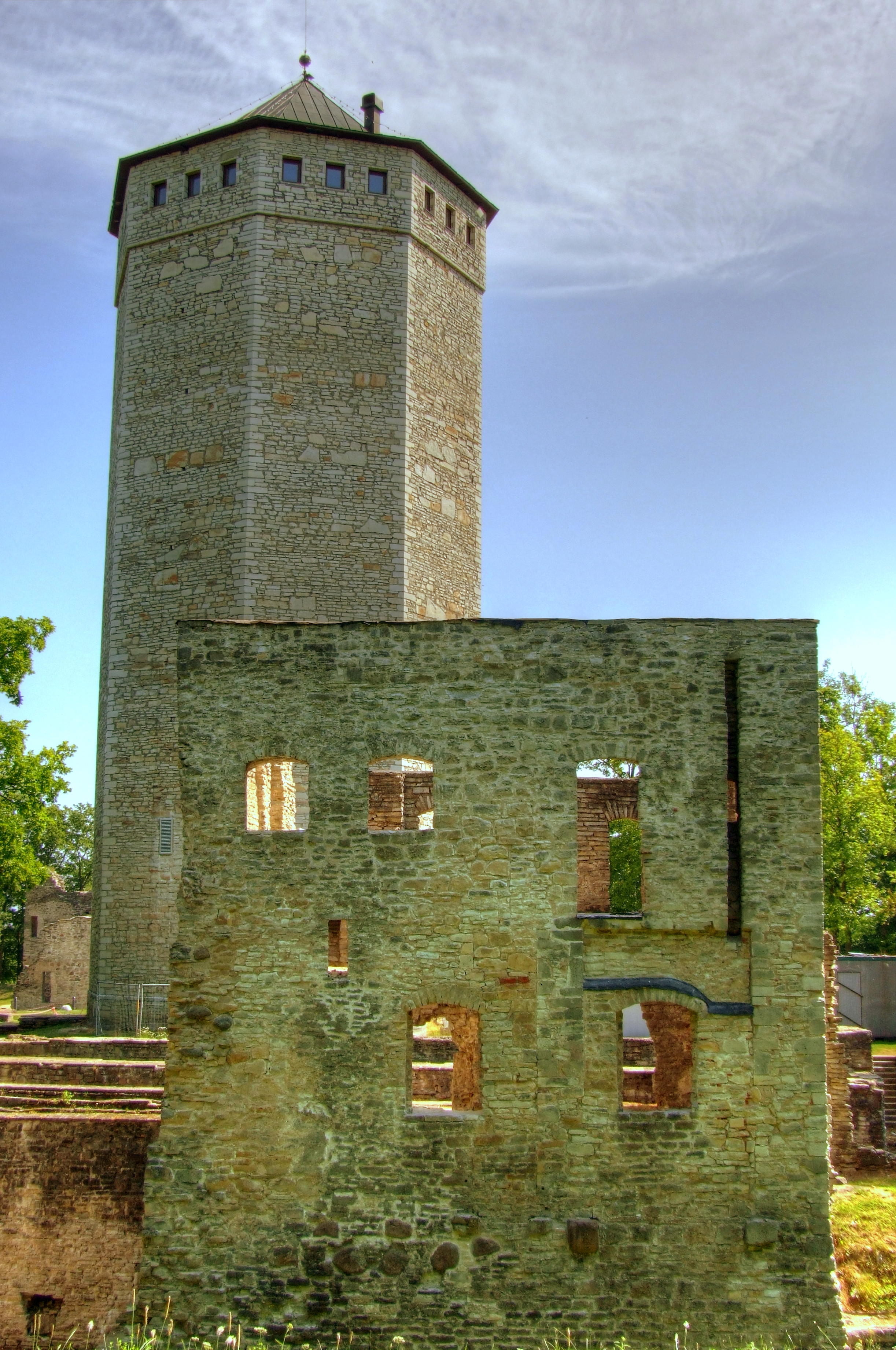
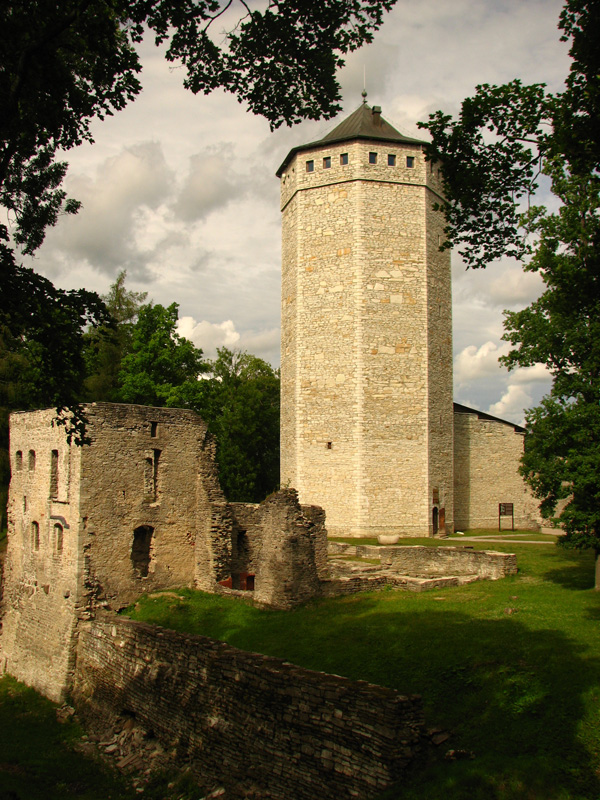

## Населення

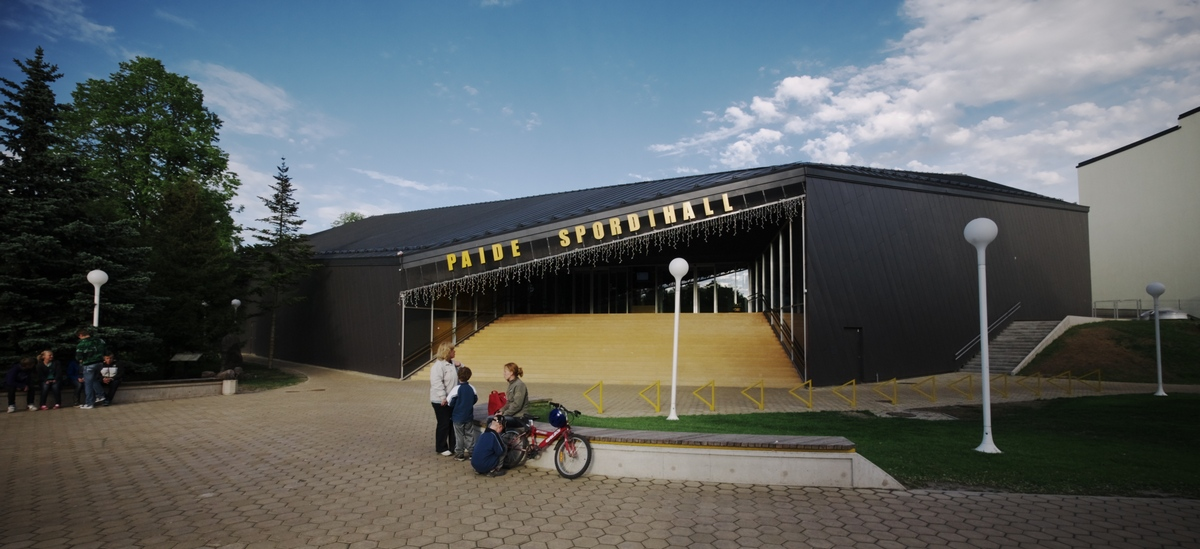

## Світлини

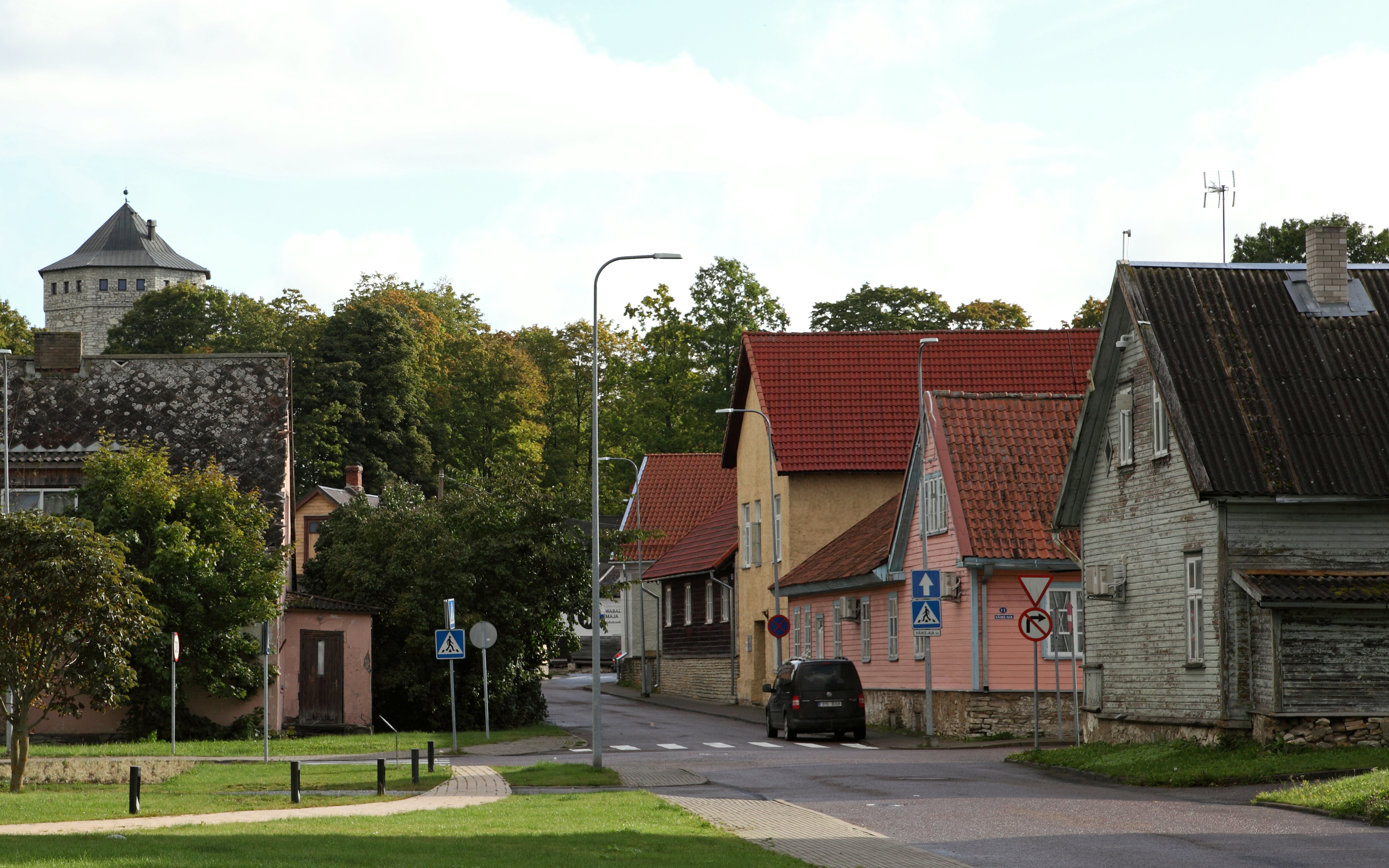
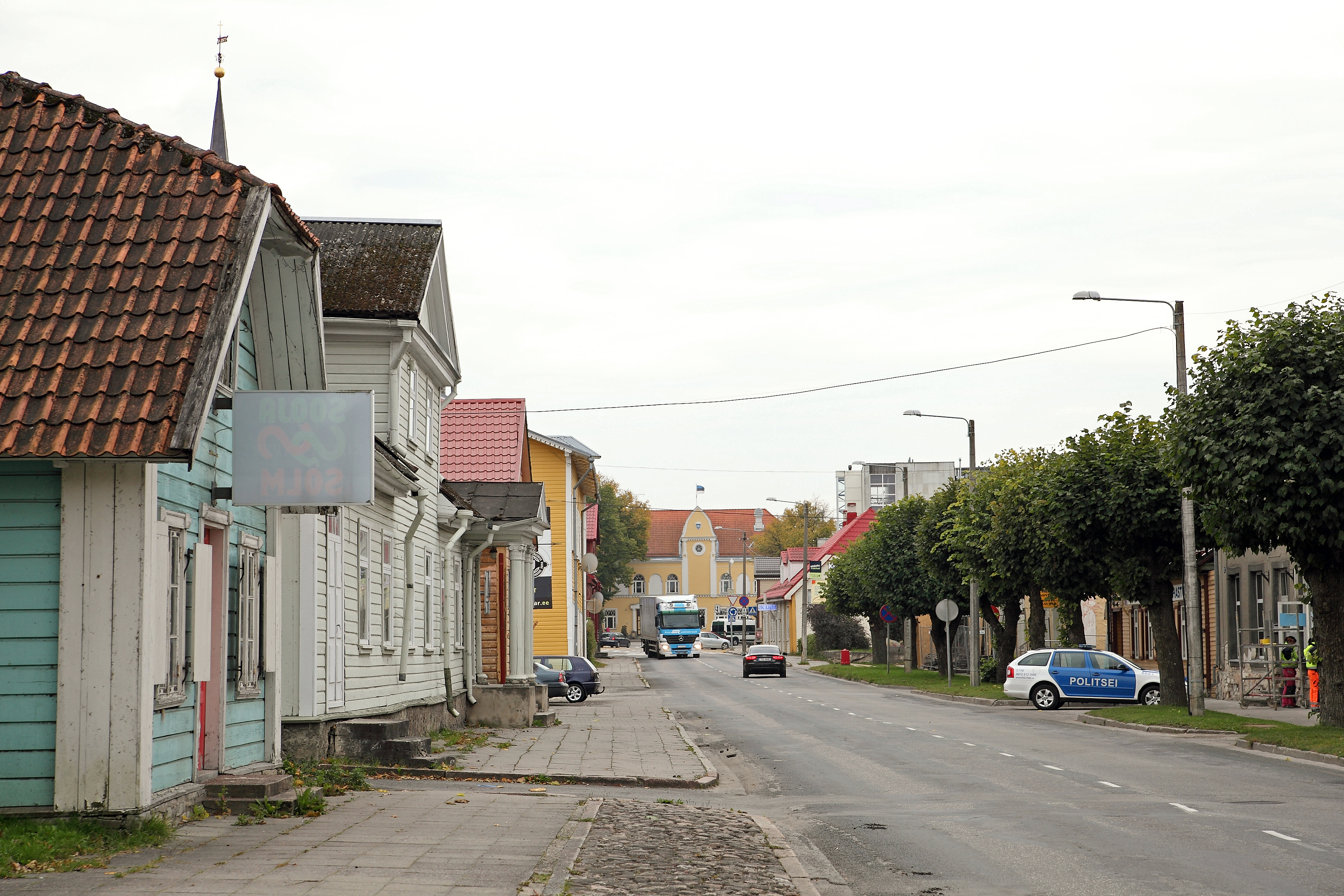
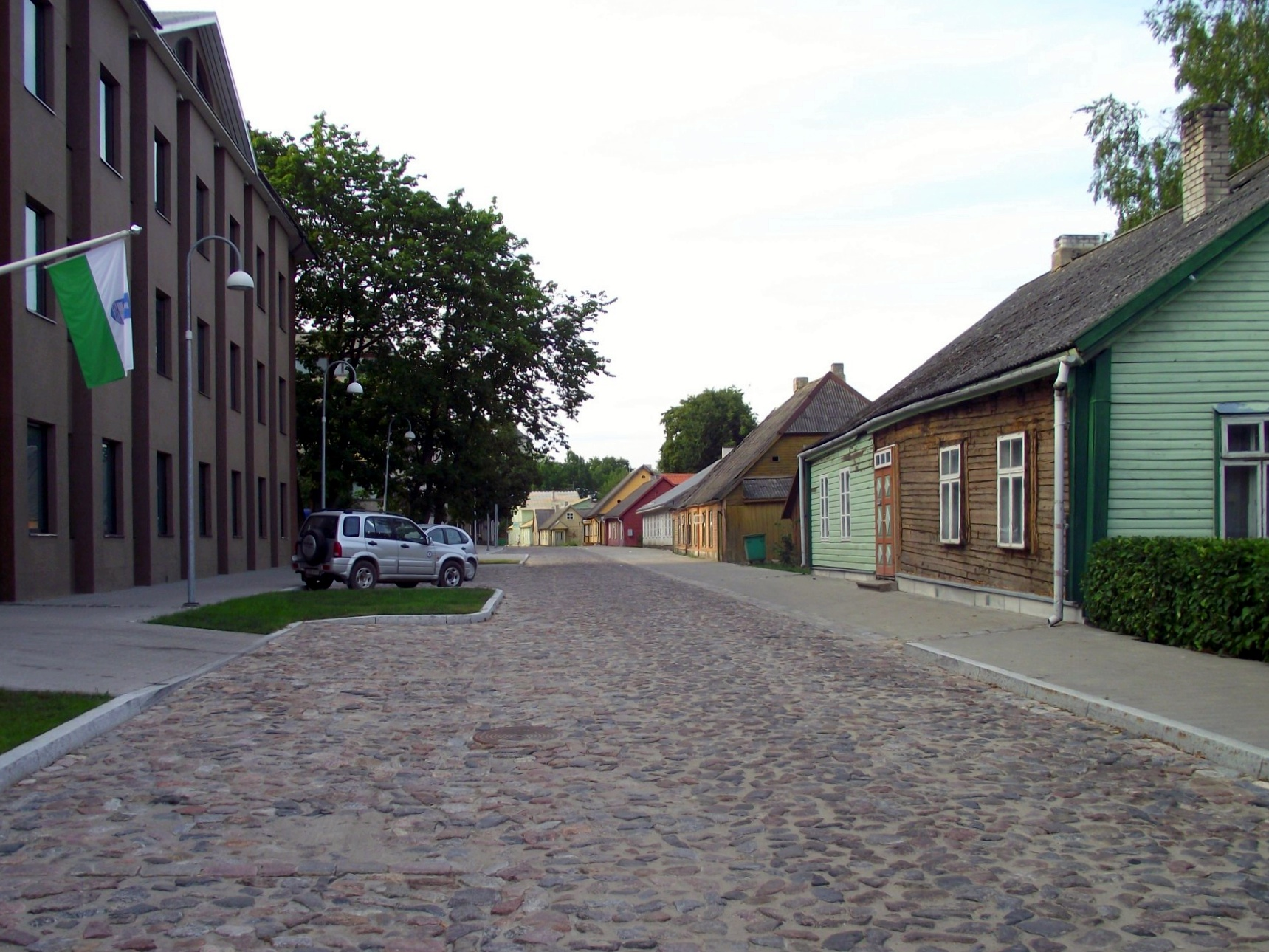
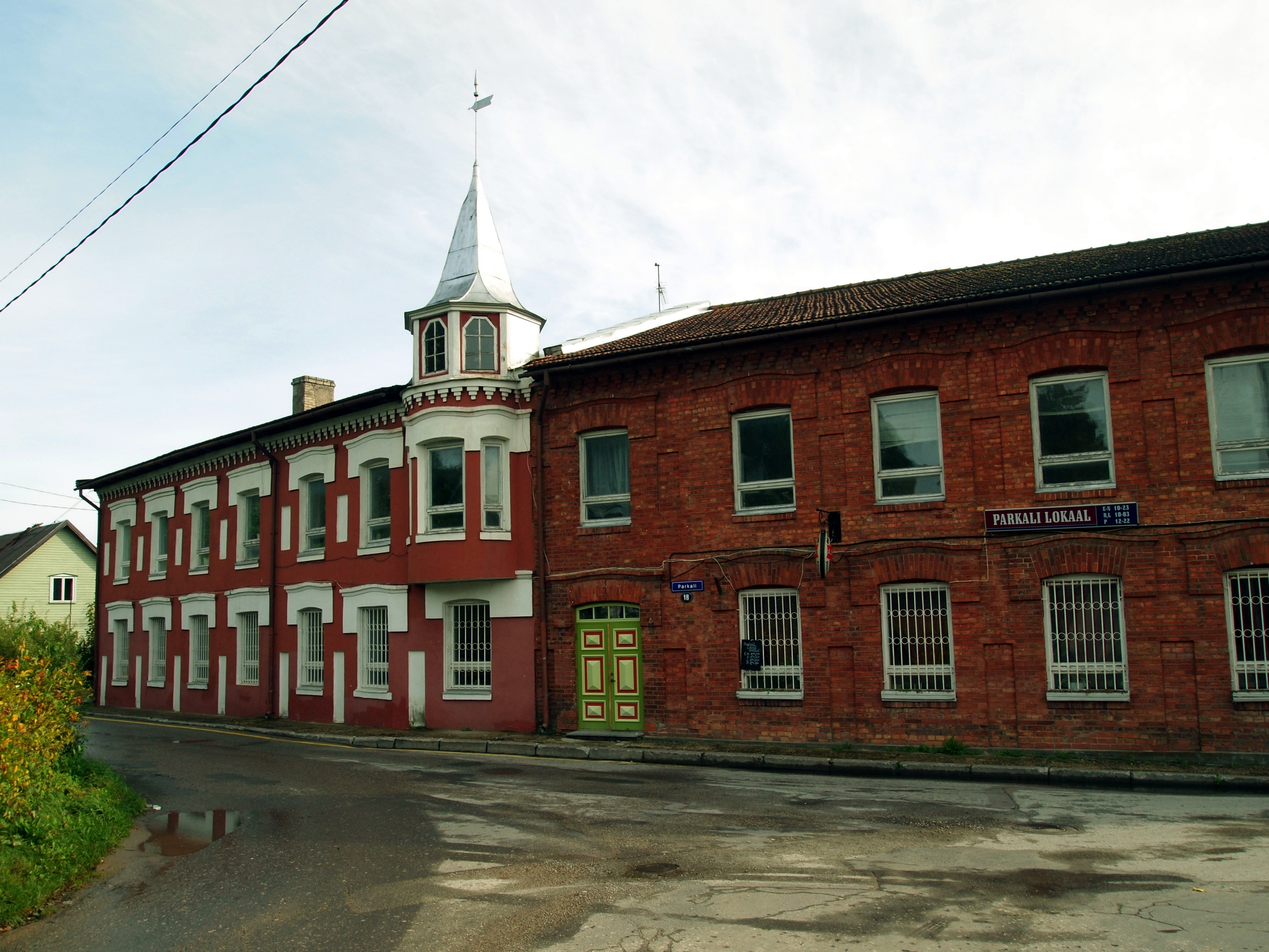
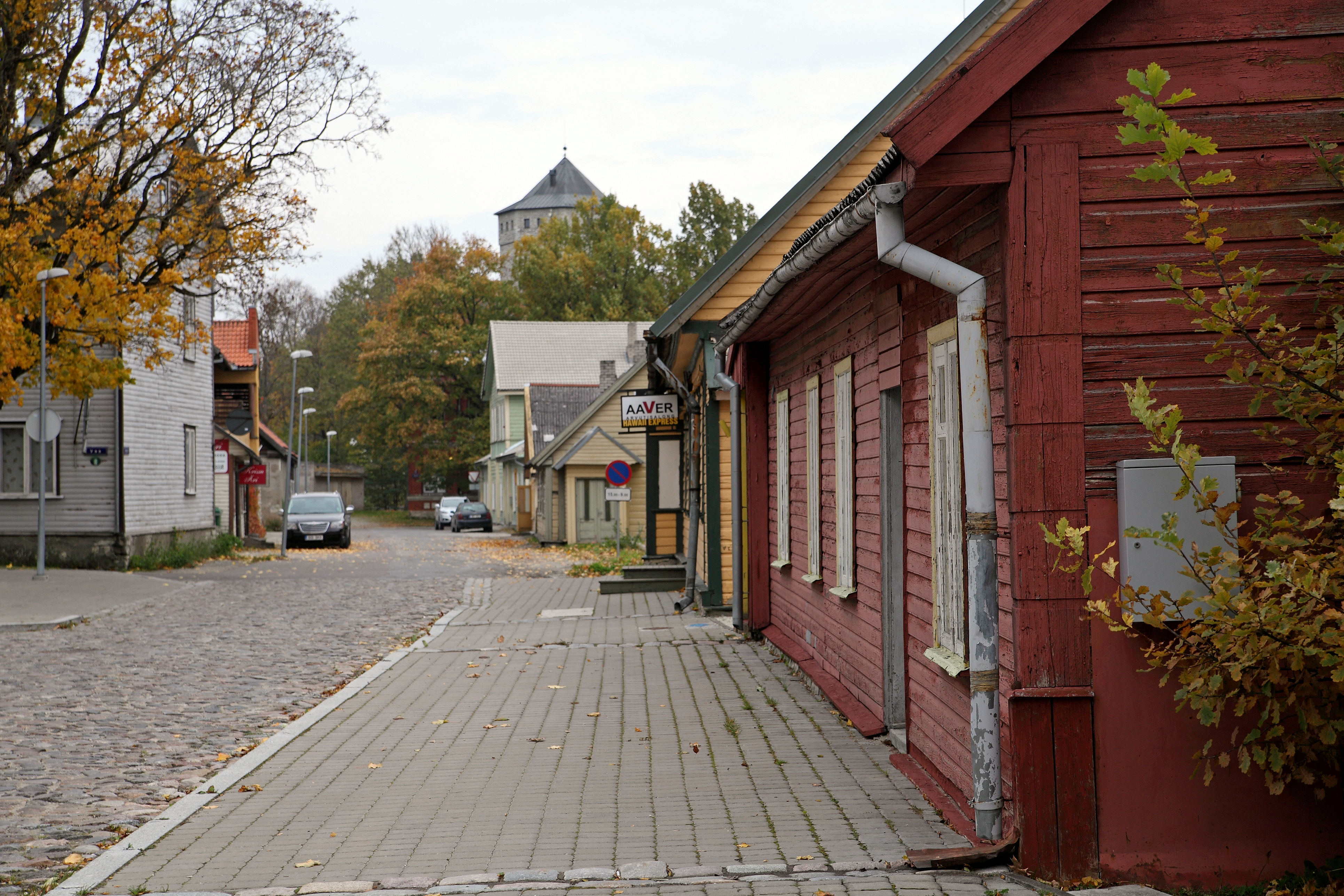
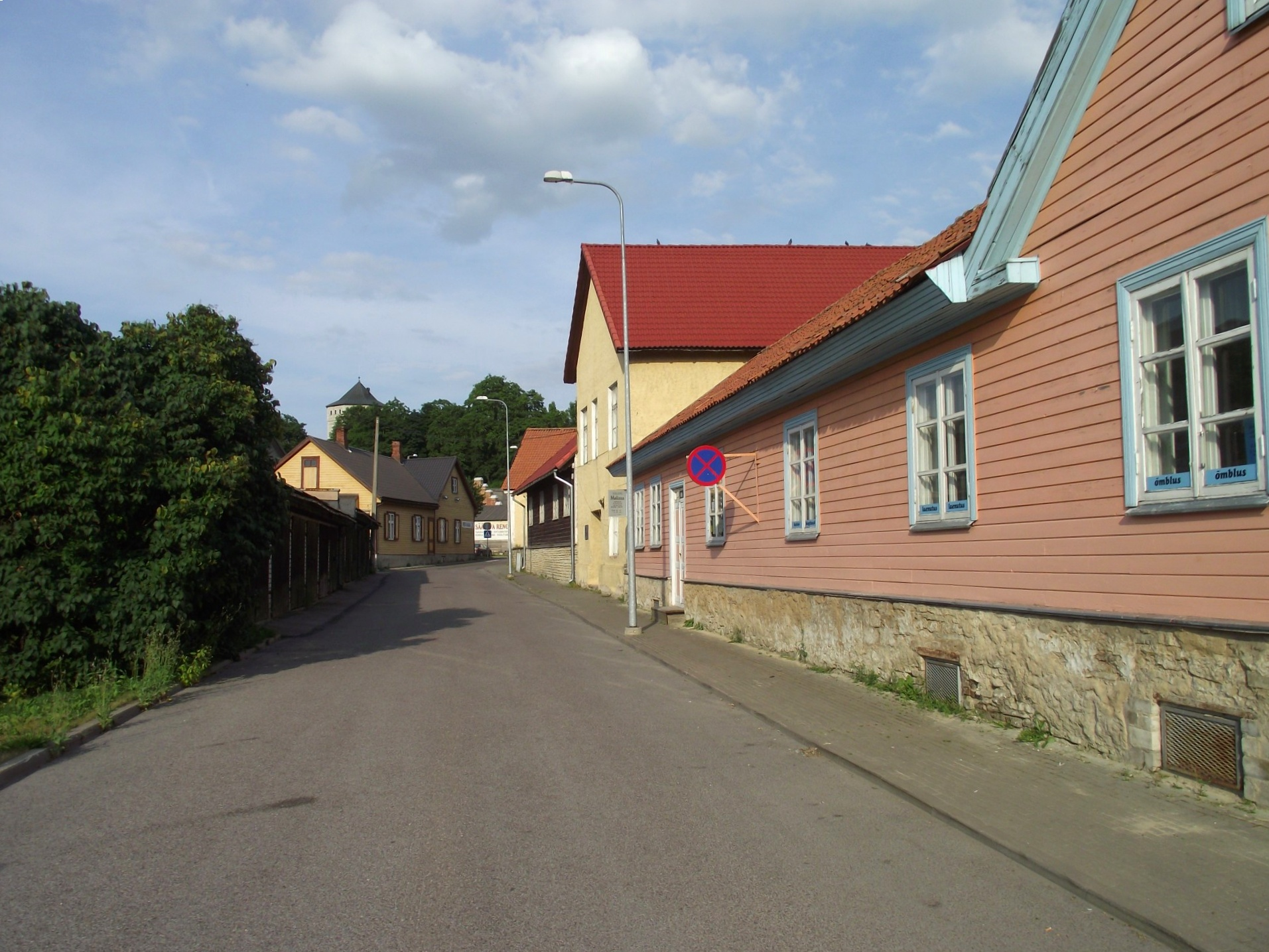
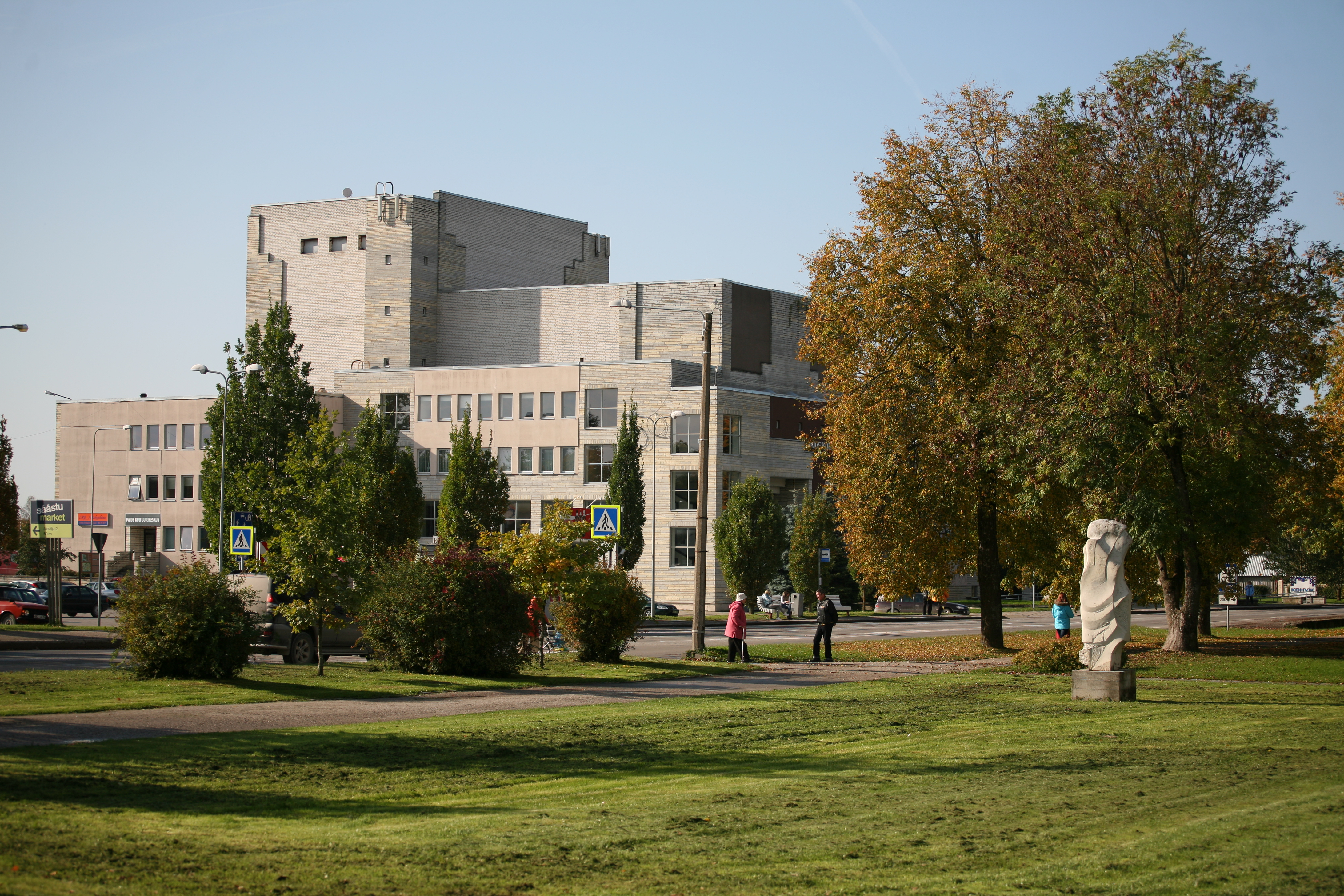

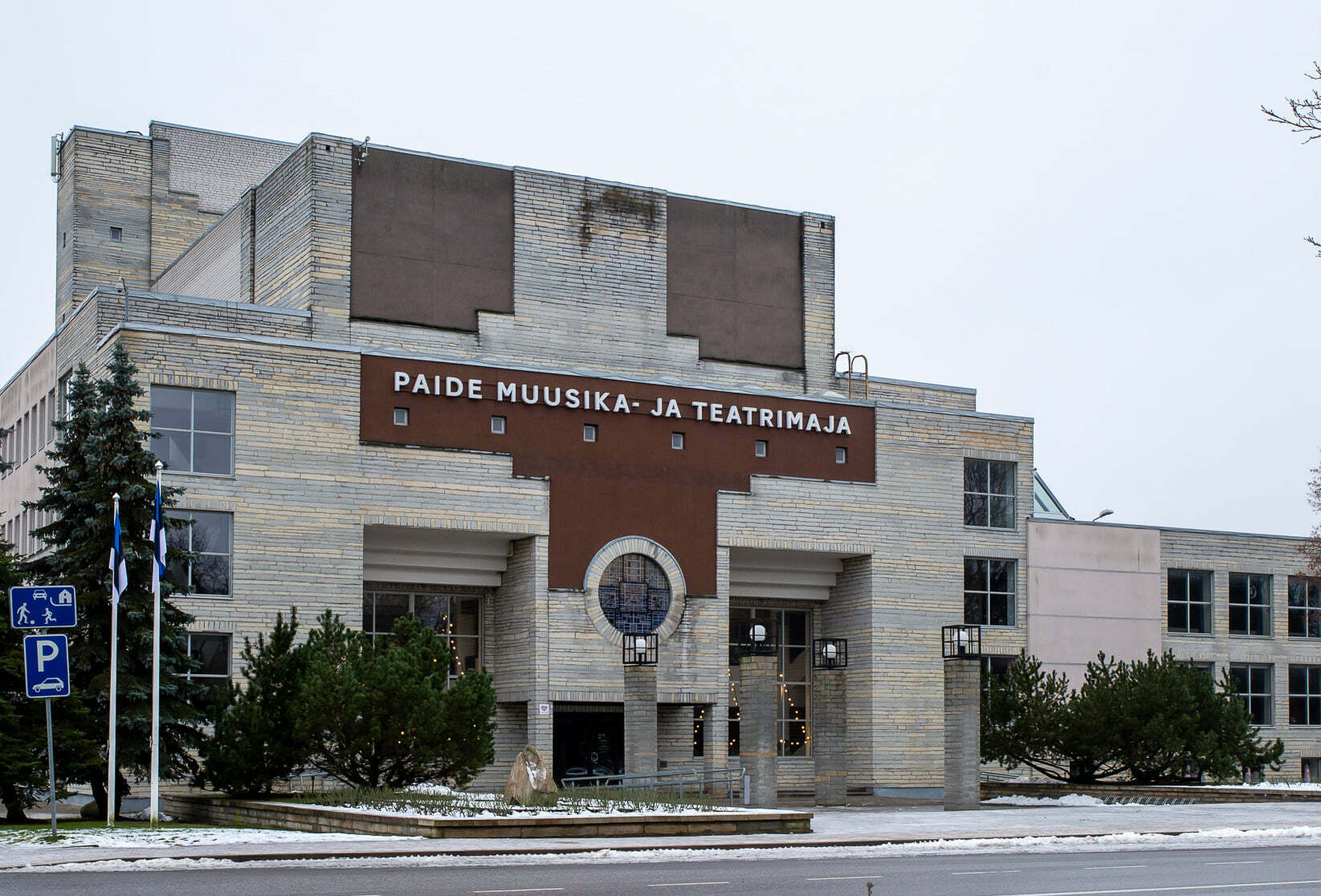
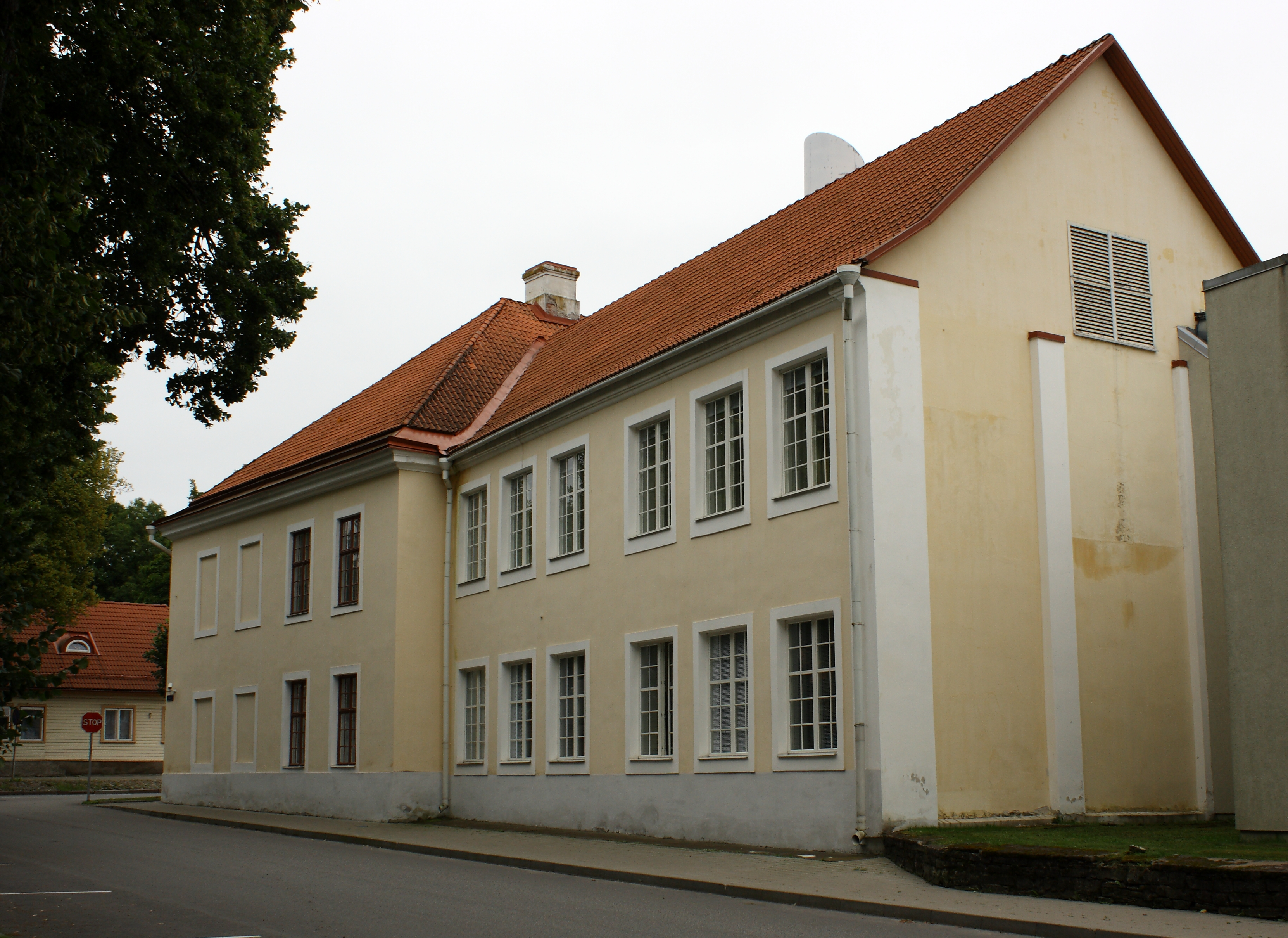
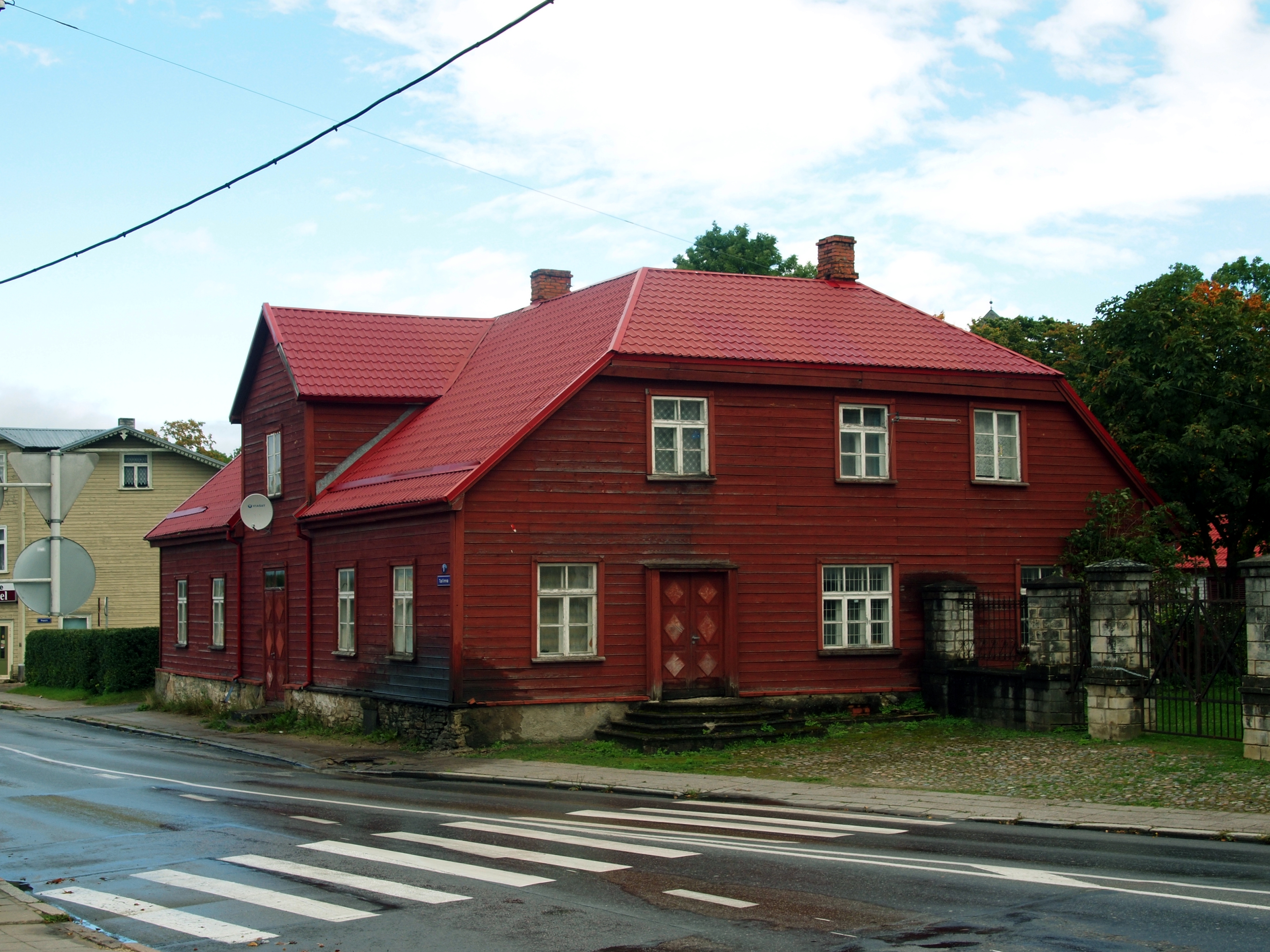
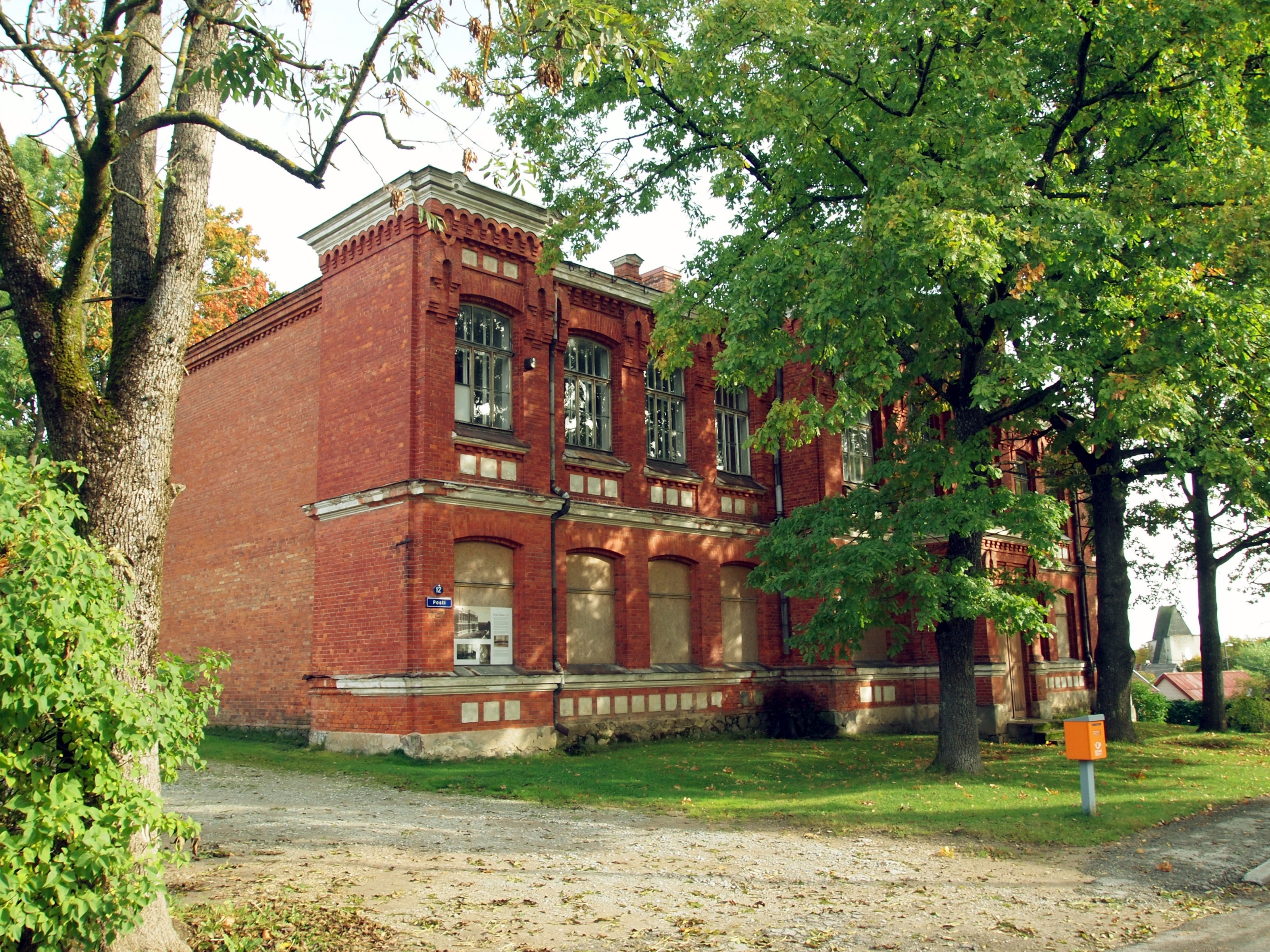
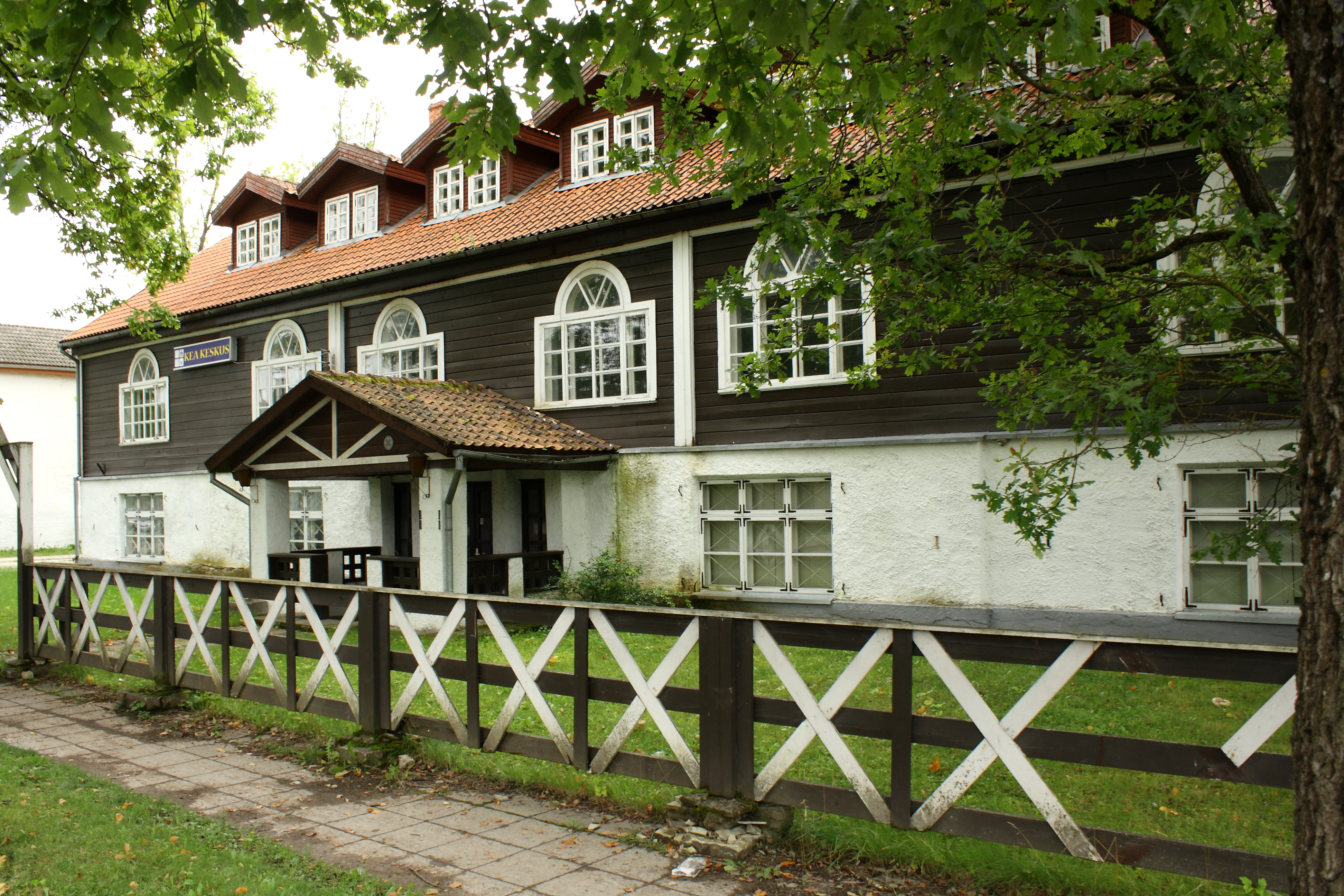
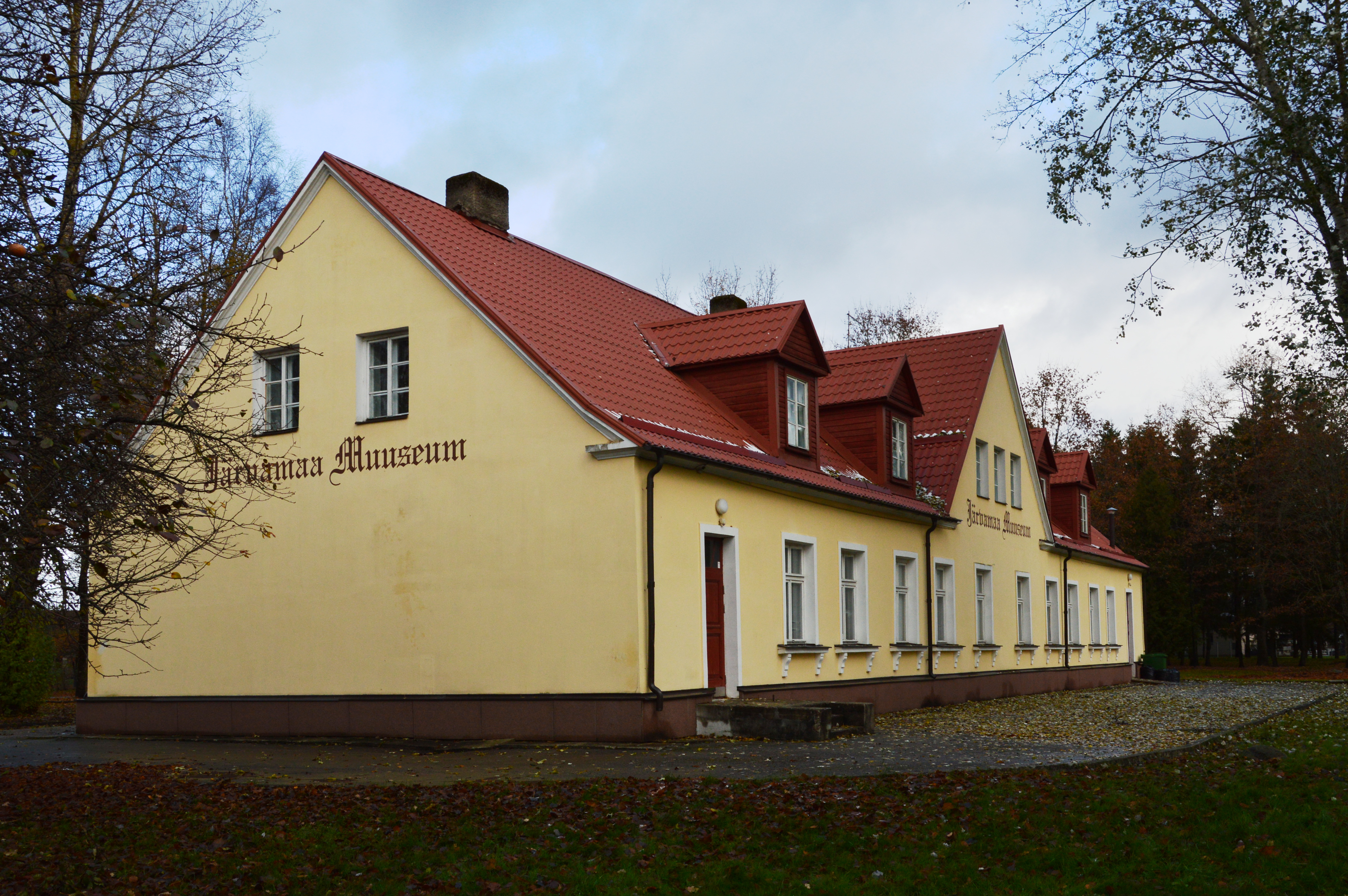
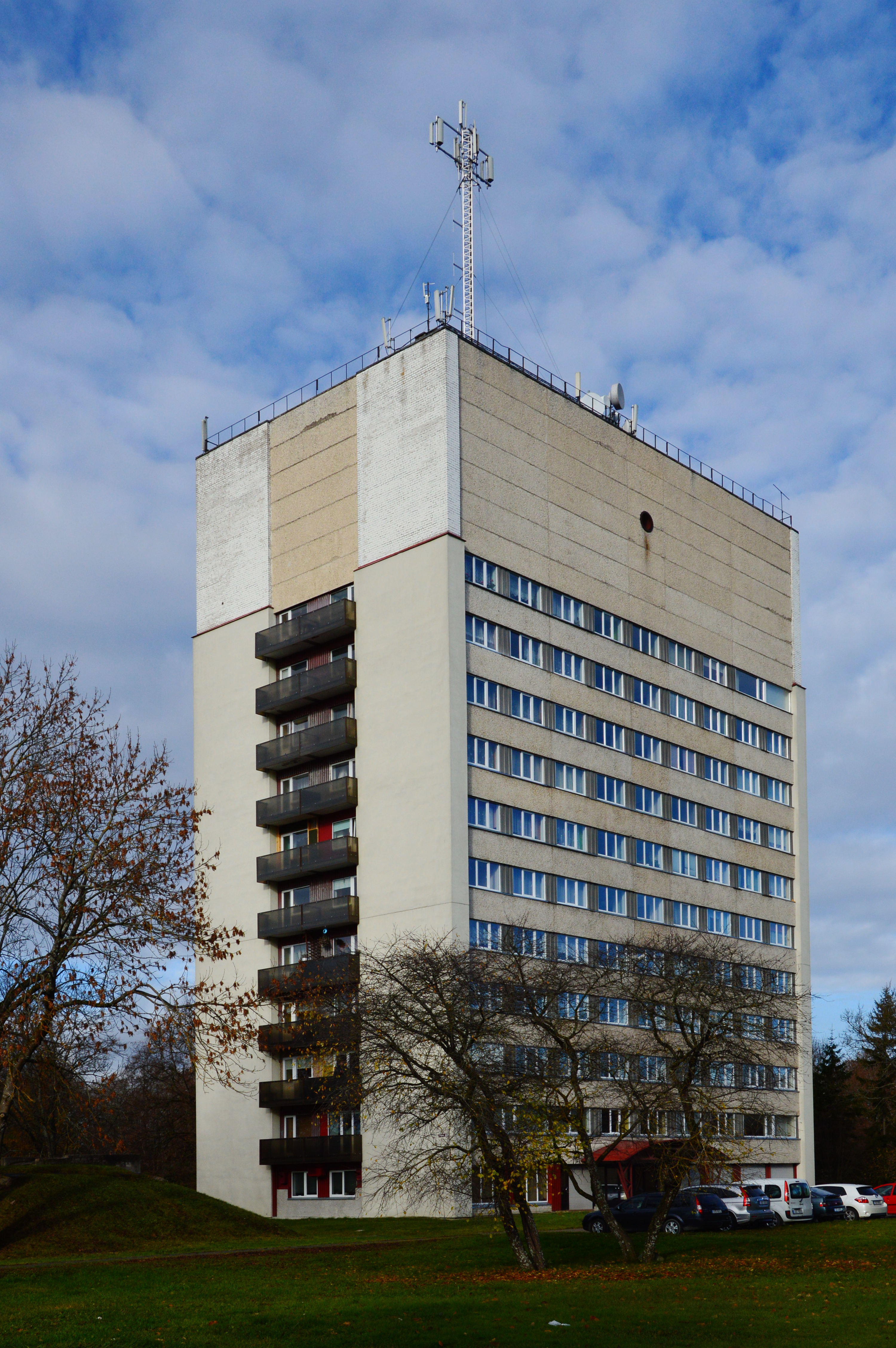

## Відомі уродженці міста
- Костянтин Корнякт із Білобок — шляхтич, військовик, син грецького купця Костянтина Корнякта зі Львова і Анни Дідушицької; 3 роки був тут комендатом замку.[5]
- Іта Евер (* 1931) — естонська акторка театру, кіно та телебачення[6].
- Арво Пярт — сучасний естонський композитор
- Еве Ківі (* 1938) — естонська та радянська актриса.

### Білокамінські старости
- Анджей Потоцький — кальвініст
- Якуб Потоцький — староста генеральний подільський